# Kalkudden
Kalkudden – miejscowość (tätort) w Szwecji, w regionie administracyjnym (län) Södermanland, w gminie Strängnäs.
Według danych Szwedzkiego Urzędu Statystycznego liczba ludności wyniosła: 278 (31 grudnia 2015), 269 (31 grudnia 2018) i 278 (31 grudnia 2019).